# Васильевское (Буйский район)
Васильевское — деревня в Буйском районе Костромской области. Входит в состав Центрального сельского поселения.

## География
Находится в западной части Костромской области на расстоянии приблизительно 35 км на северо-восток по прямой от районного центра города Буй.

## История
В 1907 году здесь было учтено 12 дворов.

## Население
Постоянное население составляло 80 человек (1897 год), 44 (1907), 8 в 2002 году (русские 100 %), 2 в 2022.